# Віла-Вісоза
Ві́ла-Вісо́за (порт. Vila Viçosa; МФА: [ˈvi.ɫɐ vi.ˈso.zɐ], «містечко Вісоза») — муніципалітет і містечко в Португалії, в окрузі Евора. Розташований у південно-східній частині країни, на теренах історичної португальської провінції Алентежу. Належить до Еворської діоцезії Католицької церкви в Португалії. Права міського самоврядування має з 1270 року. Поділяється на 4 парафії. За адміністративним поділом, чинним до 1976 року, був складовою провінції Верхнє Алентежу. Площа муніципалітету — 194,86 км², населення муніципалітету — 8319 ос. (2011); густота населення — 42,69 осіб/км²
. Патрон — Діва Марія. Святковий день муніципалітету — 16 серпня. Поштовий індекс — 7160.  Код місцевої адміністративної одиниці — 0714. Складова статистичного регіону Алентежу. Біля містечка відбулася битва при Монтеш-Кларуші (1665), одна з найвизначніших перемог в історії португальської зброї.

## Назва
- Віла-Вісоза  (порт. Vila Viçosa, стара орфографія: порт. Villa Viçosa) — сучасна португальська назва.

## Географія
Віла-Вісоза розташована на сході Португалії, на північному сході округу Евора.
Віла-Вісоза межує на півночі та сході з муніципалітетом Елваш, на півдні — з муніципалітетом Аландруал, на заході — з муніципалітетом Редонду, на північному заході — з муніципалітетом Борба.

## Історія
1270 року португальський король Афонсу III надав Вілі-Вісозі форал, яким визнав за поселенням статус містечка та муніципальні самоврядні права.

## Населення
| Кількість мешканців | Кількість мешканців | Кількість мешканців | Кількість мешканців | Кількість мешканців | Кількість мешканців | Кількість мешканців | Кількість мешканців | Кількість мешканців | Кількість мешканців | Кількість мешканців | Кількість мешканців | Кількість мешканців | Кількість мешканців | Кількість мешканців |
| ------------------- | ------------------- | ------------------- | ------------------- | ------------------- | ------------------- | ------------------- | ------------------- | ------------------- | ------------------- | ------------------- | ------------------- | ------------------- | ------------------- | ------------------- |
| 1864                | 1878                | 1890                | 1900                | 1911                | 1920                | 1930                | 1940                | 1950                | 1960                | 1970                | 1981                | 1991                | 2001                | 2011                |
| 6 383               | 6 326               | 7 013               | 7 163               | 7 589               | 7 897               | 8 444               | 9 819               | 10 044              | 9 974               | 9 208               | 8 546               | 9 068               | 8 871               | 8 319               |

## Уродженці
- Теодозіу I Браганський — браганський герцог.
- Флорбела Шпанка — португальська поетеса.